# 勒拿高原
勒拿高原（Приленское плато）也稱為普里連斯基高原，是俄羅斯的高原，位於薩哈共和國和伊爾庫茨克州的中西伯利亞高原東南面，全長約750公里，平均海拔高度450至500米，每年平均降雨量約350至450毫米。勒那河流經此高原，便以此命名。
1. ↑  . www.hyarc.nagoya-u.ac.jp.   [2024-11-06]. （原始内容存档于2025-01-25）.